# Herkules von Montecuccoli
Hercules Pius von Montecuccoli-Laderchi († 1735) war ein kaiserlicher Feldmarschall aus dem Adelsgeschlecht Montecuccoli.
Hercules (Ercole) Pius’ Familie stammte aus dem modenesischen Apennin, war seit 1060 urkundlich belegt und hatte 1530 von Kaiser Karl V. den Grafenstand erhalten. Nach einer Heirat um 1619 nahm sein Familienzweig den Zunamen Laderchi an (Namenvereinigung mit „Laderchi“ durch Francesco Grafen Montecuccoli, ⚭ um 1619 Sigismonda Contessa Laderchi).
Er war bereits aus dem Großen Türkenkrieg als ein tapferer Kriegsheld bekannt. Anschließend kämpfte er als Obrist gegen die ungarischen Rebellen und errichtete 1702 ein Kürassierregiment. Er wurde am 26. April 1704 Generalfeldwachtmeister und am 22. März 1709 mit Rang vom 13. Januar 1706 Feldmarschall-Lieutenant. Später er kam wieder nach Ungarn, wo er sich unter Feldzeugmeister Freiherr von Kriechbaum in hervorragender Weise an der Befriedung Siebenbürgens beteiligte.
Am 19. Februar 1709 konnte er bei Belenyes ein Korps von 10.000 Kuruzen vertreiben, die dort ihr Winterquartier genommen hatten. Seine Aufgaben waren sonst das Hinterland zu decken. 
Anschließend kämpfte er im Venezianisch-Österreichischen Türkenkrieg. Am 7. Mai 1716 wurde er General der Kavallerie und kommandierte in der Schlacht bei Belgrad 1717 den linken Flügel der Kavallerie. Nach dem Krieg wurde er am 10. Oktober 1723 zum Feldmarschall ernannt. Anschließend wurde er Kämmerer der Kaiserin-Witwe Wilhelmine Amalie und starb im Jahr 1735.
Seit 1715 hatte er das Ungarische Indigenat.